# Aelurillus lopadusae
Aelurillus lopadusae es una especie de araña araneomorfa del género Aelurillus, tribu Aelurillini, familia Salticidae. La especie fue descrita científicamente por Cantarella en 1983.
La longitud del prosoma del macho mide 3,2-3,8 milímetros y el de la hembra 3,5-4,6 milímetros. La longitud del cuerpo del macho y la hembra es de 7,5-10,2 milímetros. La especie se distribuye por Italia y Argelia.